# Palmetto, Florida
Palmetto är en stad (city) i Manatee County, i delstaten Florida, USA. Enligt United States Census Bureau har staden en folkmängd på 12 774 invånare (2011) och en landarea på 13,9 km².